# Jabloňany
Obec Jabloňany se nachází v okrese Blansko v Jihomoravském kraji. Žije zde 432 obyvatel.

## Historie
První písemná zmínka o obci pochází z roku 1357, kdy byly uváděny jako součást černohorského panství. Obec také používala svou vlastní pečeť s jabloní v poli. V roce 1893 byla postavena kaple sv. Cyrila a Metoděje.

## Pamětihodnosti
- Socha svatého Jana Nepomuckého u kaple sv. Cyrila a Metoděje

## Galerie

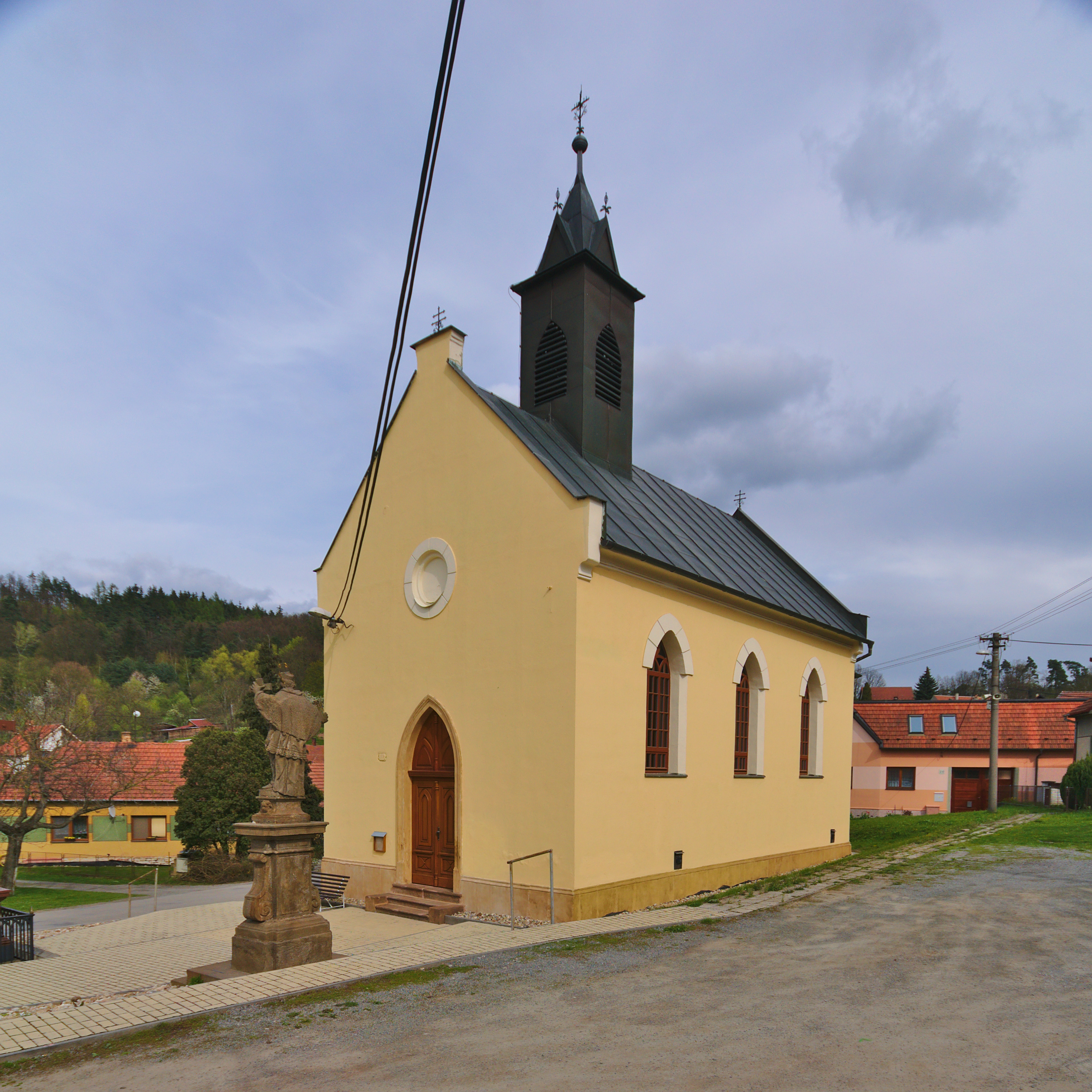
Kaple svatého Cyrila a Metoděje
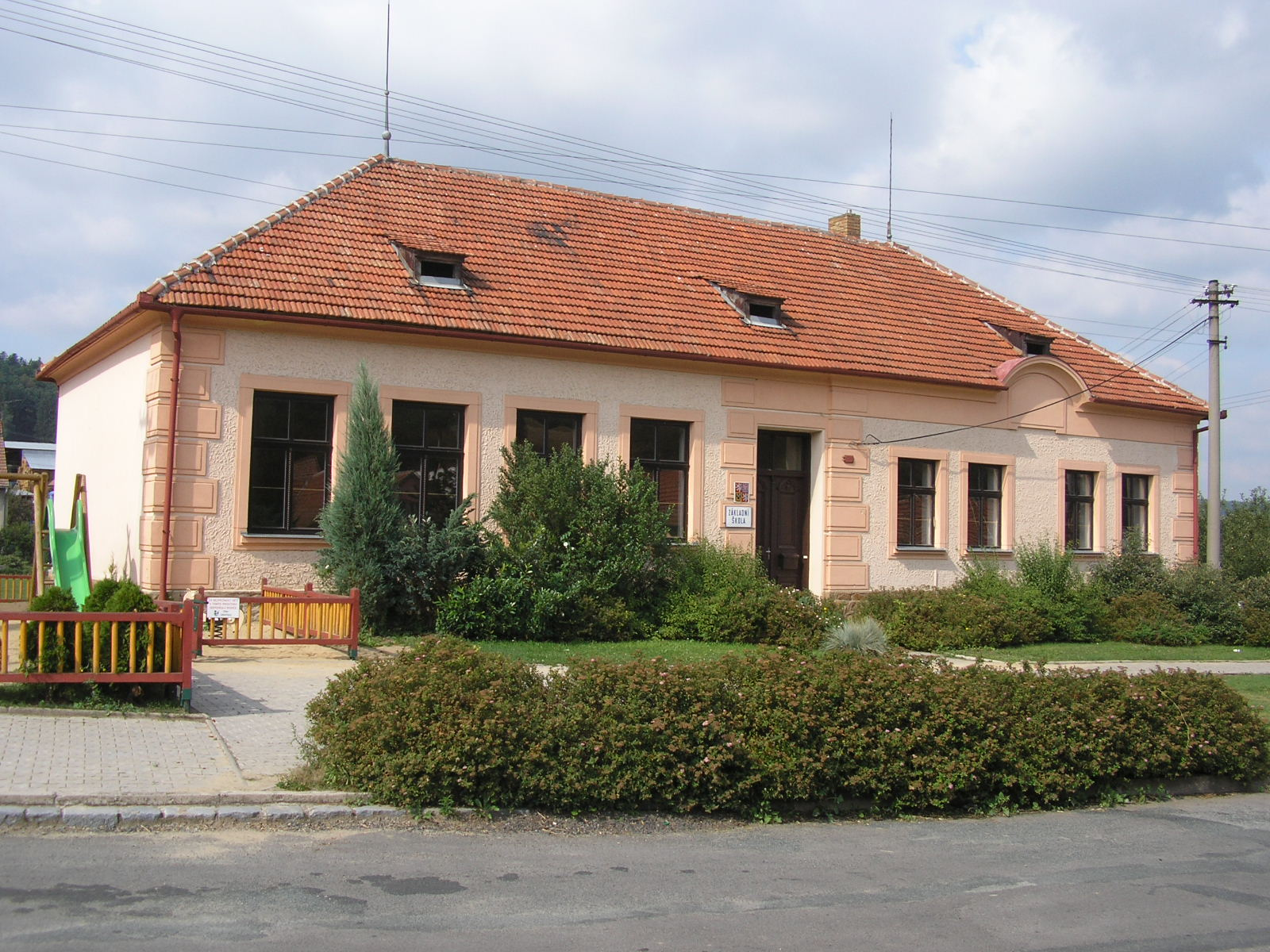
Základní škola
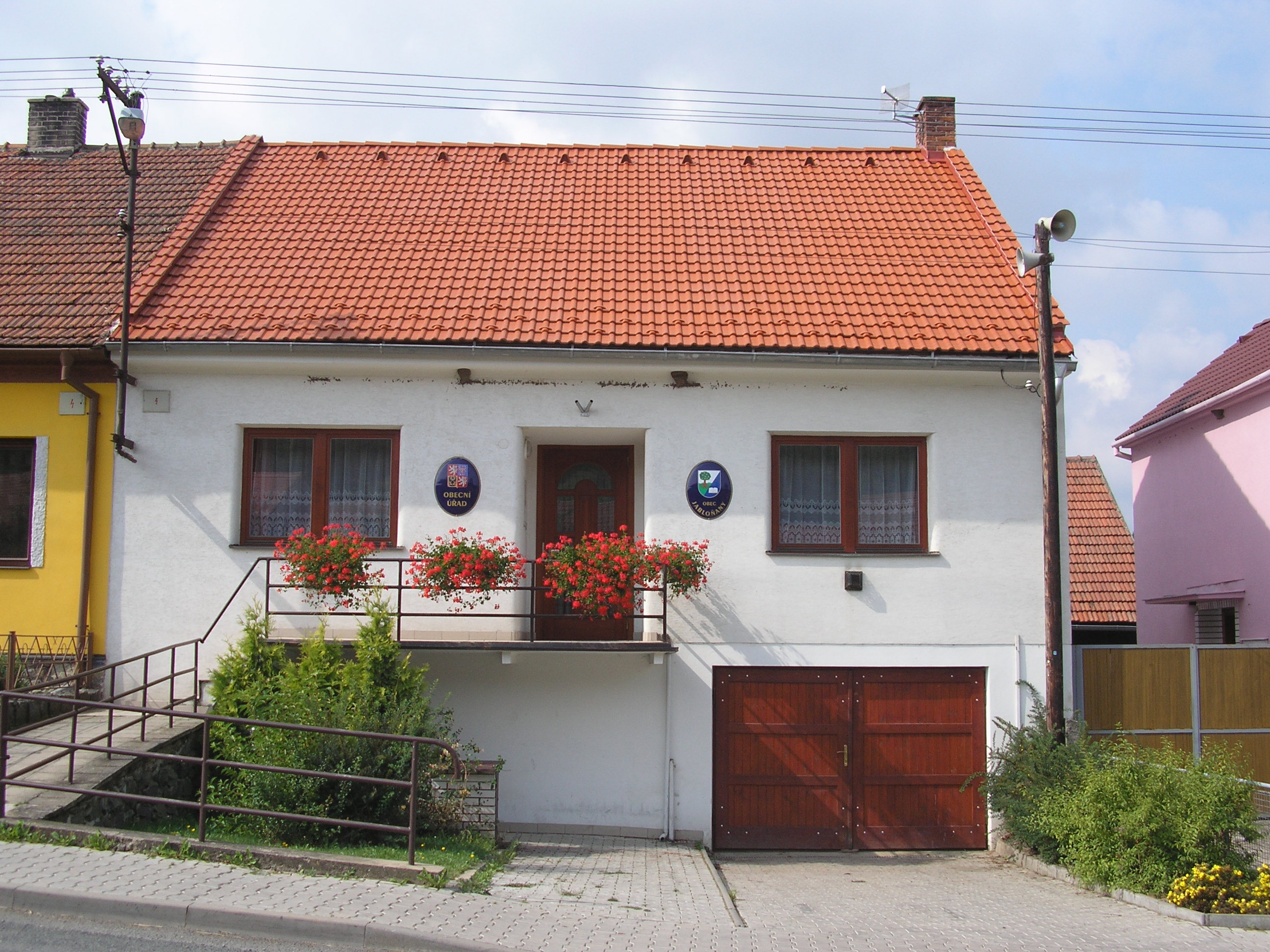
Obecní úřad
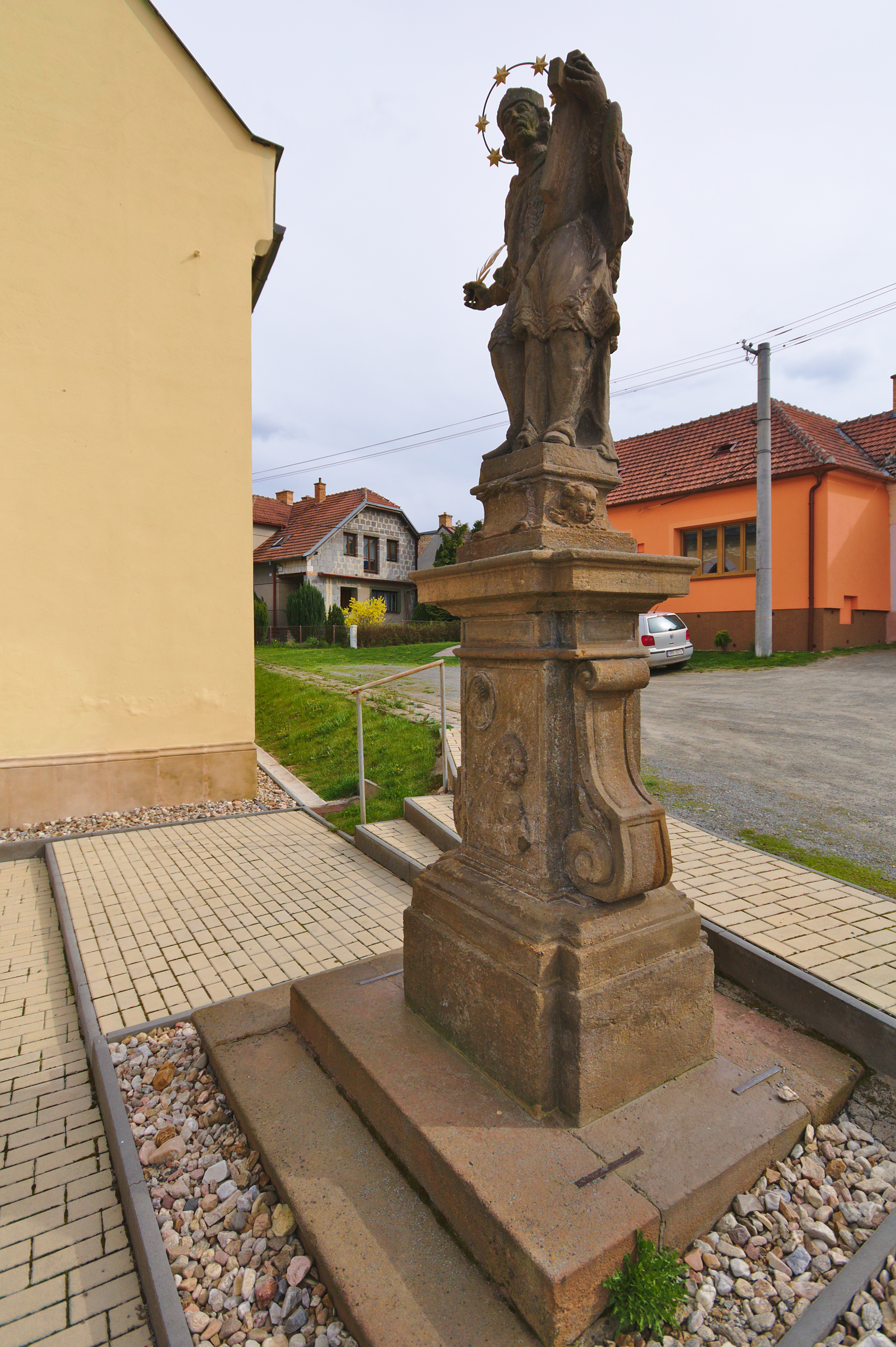
Památkově chráněná socha svatého Jana Nepomuckého
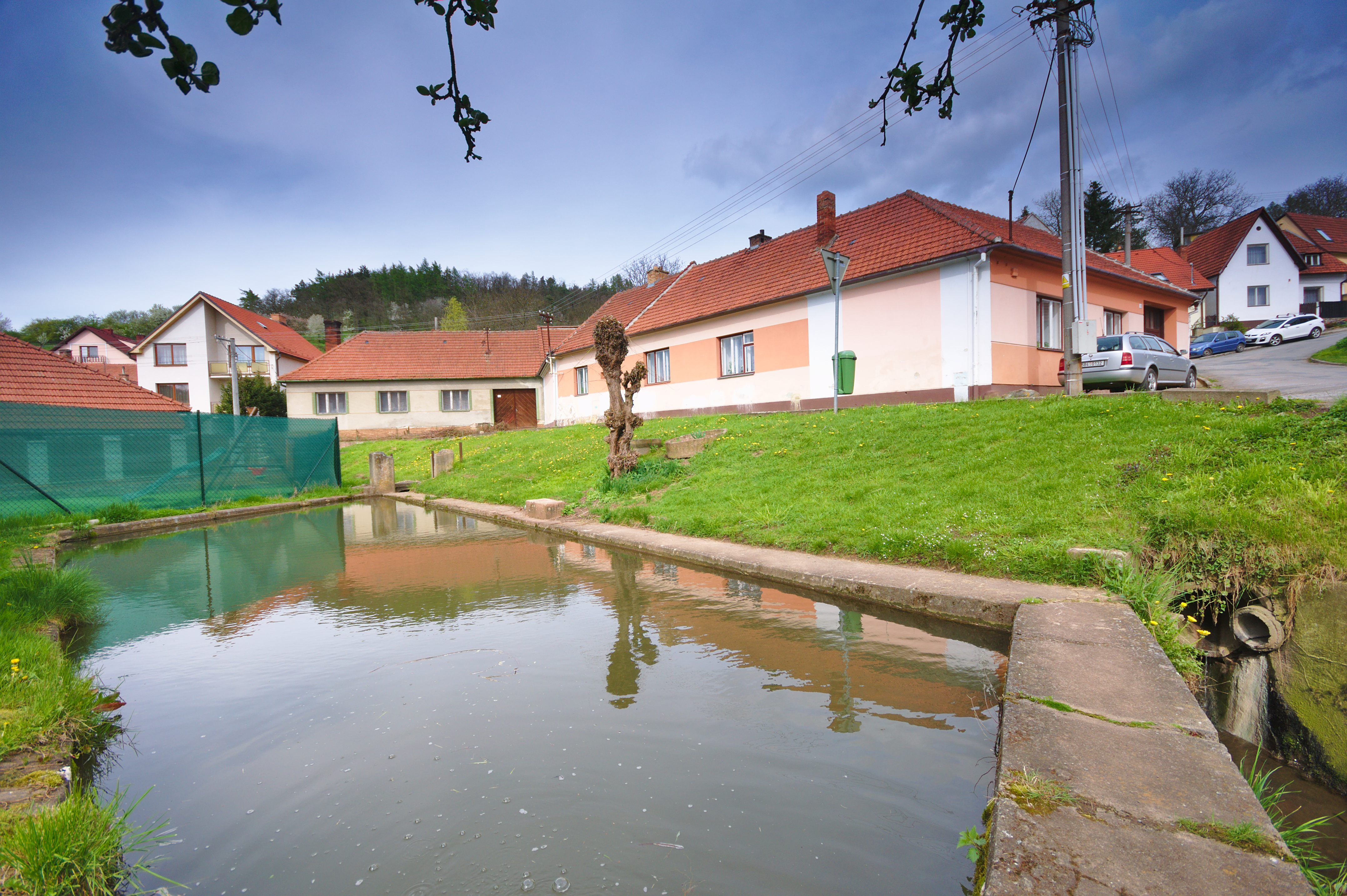
Rybníček v obci